# Strada Statale 309 Romea
Die SS 309 Romea ist eine Staatsstraße im Nordosten von Italien, die von Venedig nach Ravenna führt. Sie befindet sich  in den Regionen Veneto und Emilia-Romagna. Die 1962 festgelegte Straße ist 126,77 km lang und Bestandteil der Europastraße 55. 

## Ausbauzustand
Die heutige Straße ist in ihrer vollen Länge zweispurig ausgebaut. 
Es gibt allerdings erste Pläne seitens der ANAS, die gesamte Strecke als Superstrada (Schnellstraße) auszubauen. Damit soll der Nordosten Italiens mit dem Großraum Rom besser verbunden werden und so eine durchgehende autobahnähnliche, völlig mautfreie Verbindung von Mestre bis Civitavecchia entstehen.

## Streckenverlauf
Die Staatsstraße beginnt in Marghera, einem Industrievorort von Venedig, wo sie von der Autobahn A57 abzweigt und dann entlang der Lagune von Venedig nach Codevigo führt, wo sie auf die SS 516 trifft. 
Der weitere Streckenverlauf führt dann nach Chioggia, wo sie auf einer Brücke die Lagune überquert und anschließend biegt sie scharf nach Süden ab und erreicht dann das Podelta, wo sie durch den gleichnamigen Naturpark verläuft. Die Orte im Podelta sind Porto Viro und Porto Tolle. Anschließend überquert sie die Regionsgrenze zwischen Venetien und der Emilia-Romagna. Danach verläuft sie durch flaches Land Richtung Süden, bei Comacchio trifft sie auf den Autobahnzubringer A13. Anschließend führt sie durch die unter dem Meeresspiegel liegenden Valli di Comacchio. An der Meerseite befinden sich die bekannten Badeorte Lido di Spina und Isola di Albarella. Danach führt die Strecke etwas westwärts nach Ravenna, wo sie ihren Endpunkt findet.

## Tourismus
Die Strada Romea führt  auf ihrer Strecke an zahlreichen Naturschönheiten vorbei, wie dem Podelta, den Valli di Comacchio und auch der Poebene. In der Emilia-Romagna befinden sich außerdem einige Touristenorte neben der Strecke.